# Гоенемс
Гоенемс (нім. Hohenems) — місто округу Дорнбірн в землі Форарльберг, Австрія. Гоенемс лежить на висоті 432 м над рівнем моря і займає площу 29,18 км². Громада налічує 15350 мешканців. Густота населення 526/км².
Містечко лежить у долині Рейну, неподалік від кордону зі Швейцарією. Місцеве населення, як і мешканці всього Форальбергу, розмовляє алеманським діалектом німецької мови, а тому ближче до швейцарців, ніж до населення більшої частини Австрії, яке розмовляє баварсько-австрійським діалектом. У місті розташований замок Ной-Емс.
У місті є залізнична станція.
|                                  |
| Гоенемс на мапі округу та землі. |

Адреса управління громади: Kaiser-Franz-Josef-Straße 4, 6845 Hohenems.

## Демографія
Історична динаміка населення міста за даними сайту Statistik Austria

## Відомі особи
- Стефан Цвейг — письменник
- Рамазан Езджан — футболіст
- Вольфрам Вайбель — стрілець